# Gregory Zilboorg

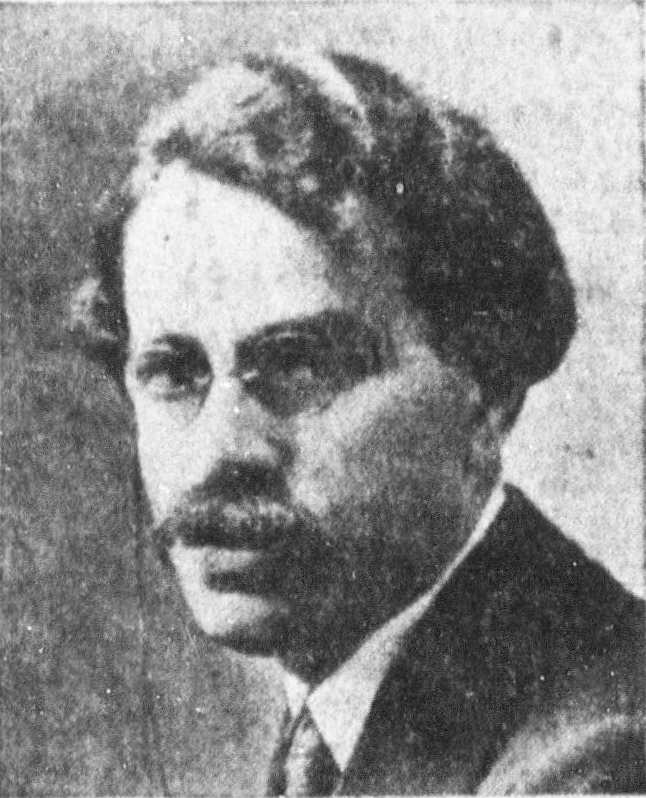
Gregory Zilboorg

Gregory Zilboorg, Grigorij Zilburg (ros. Григорий Зильбург, ukr. Григорій Зільбург; ur. 25 grudnia 1890 w Kijowie, zm. 1959 w Nowym Jorku) – amerykański lekarz psychiatra, psychoanalityk i historyk psychiatrii pochodzenia rosyjskiego. Studiował medycynę w Sankt Petersburgu. W 1919 roku emigrował do Stanów Zjednoczonych. W 1926 ukończył studia na Columbia University i niedługo potem otworzył praktykę psychoanalityczną w Nowym Jorku. Wśród jego pacjentów byli m.in. George Gershwin, Lillian Hellman, Ralph Ingersoll, Edward M.M. Warburg, Marshall Field, Kay Swift i James Warburg. Gregory Zilboorg opisał zaburzenie, które określił terminem "schizofrenia ambulatoryjna” (ang. ambulatory schizophrenia), co stało się jednym ze źródeł jednostki diagnostycznej pt. "Osobowość chwiejna emocjonalnie typu borderline"
Tłumaczył literaturę piękną z rosyjskiego na angielski, jest m.in. autorem przekładu powieści My Jewgienija Zamiatina.